# Giuseppe Pica
Pour les articles homonymes, voir Pica.
Giuseppe Pica (né le 9 septembre 1813 à L'Aquila, Italie, mort le 31 décembre 1887 à Naples) est un homme politique italien.

## Famille
Giuseppe Pica est le fils de Giovanni et de Niccola Sardi. Il est le père adoptif Vittorio Emmanuele Giuseppe Vincenzo de Anna, dit Vittorio Pica, fils de Luigi de Anna.

## Biographie
Giuseppe Pica fait des études de droit avant d'exercer le métier d'avocat. Il est arrêté sous les Bourbons en raison de ses idées libérales (1845) puis il participe aux émeutes de 1848. Il est élu député au parlement napolitain et est de nouveau arrêté et jugé en 1852. Il est condamné à 26 ans de travaux forcés. Gracié en 1859, il se rend en Irlande au lieu des États-Unis comme le souhaitait le régime des Bourbons. De 1861 à 1865, il est député de droite historique et dépose la loi qui porte son nom pour la répression du brigandage, le 15 août 1863.

Il enseigne un bref moment le droit criminel à l’université de Modène.

Il devient sénateur du royaume d'Italie le 6 novembre 1873 et membre de la commission pour l'examen du premier livre du code pénal (16 décembre 1877).